# 圣叙尔皮斯和卡梅拉克
圣叙尔皮斯和卡梅拉克（法語：Saint-Sulpice-et-Cameyrac，法語發音：[sɛ̃ sylpis e kameʁak]）是法国吉伦特省的一个市镇，属于波尔多区。

## 地理
圣叙尔皮斯和卡梅拉克（44°54'36"N, 0°23'26"W）面积15.04 平方千米，位于法国新阿基坦大区吉倫特省，该省份为法国西南部沿海省份，是法國本土面积最大的省，北起滨海夏朗德省，西临大西洋，南至朗德省，东南接洛特-加龍省，东临多爾多涅省。
与圣叙尔皮斯和卡梅拉克接壤的市镇（或旧市镇、城区）包括：伊宗、贝沙克和卡约、蒙蒂桑、圣卢贝斯、韦尔。

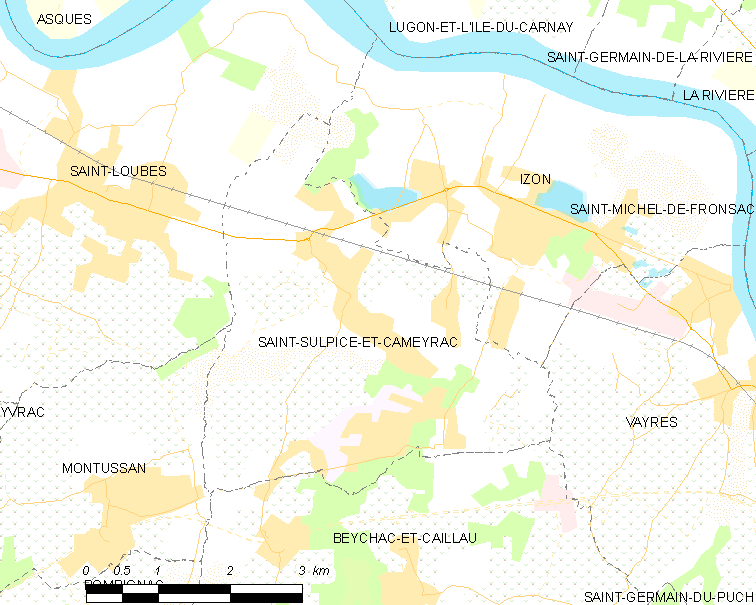
圣叙尔皮斯和卡梅拉克的OSM定位图

圣叙尔皮斯和卡梅拉克的时区为UTC+01:00、UTC+02:00（夏令时）。

## 行政
圣叙尔皮斯和卡梅拉克的邮政编码为33450，INSEE市镇编码为33483。

## 政治
圣叙尔皮斯和卡梅拉克所属的省级选区为半岛县。

## 人口

1962-2008年间圣叙尔皮斯和卡梅拉克人口变化图示

圣叙尔皮斯和卡梅拉克于2022年1月1日时的人口数量为4879人。